# سوکسین‌دی‌آلدهید
سوکسین‌دی‌آلدهید (به انگلیسی: Succindialdehyde) با فرمول شیمیایی C4H6O2 یک ترکیب شیمیایی با شناسه پاب‌کم ۱۲۵۲۴ است. که جرم مولی آن ۸۶٫۰۹ می‌باشد. شکل ظاهری این ترکیب، مایع بی‌رنگ است.